# Helena Tallius Myhrman

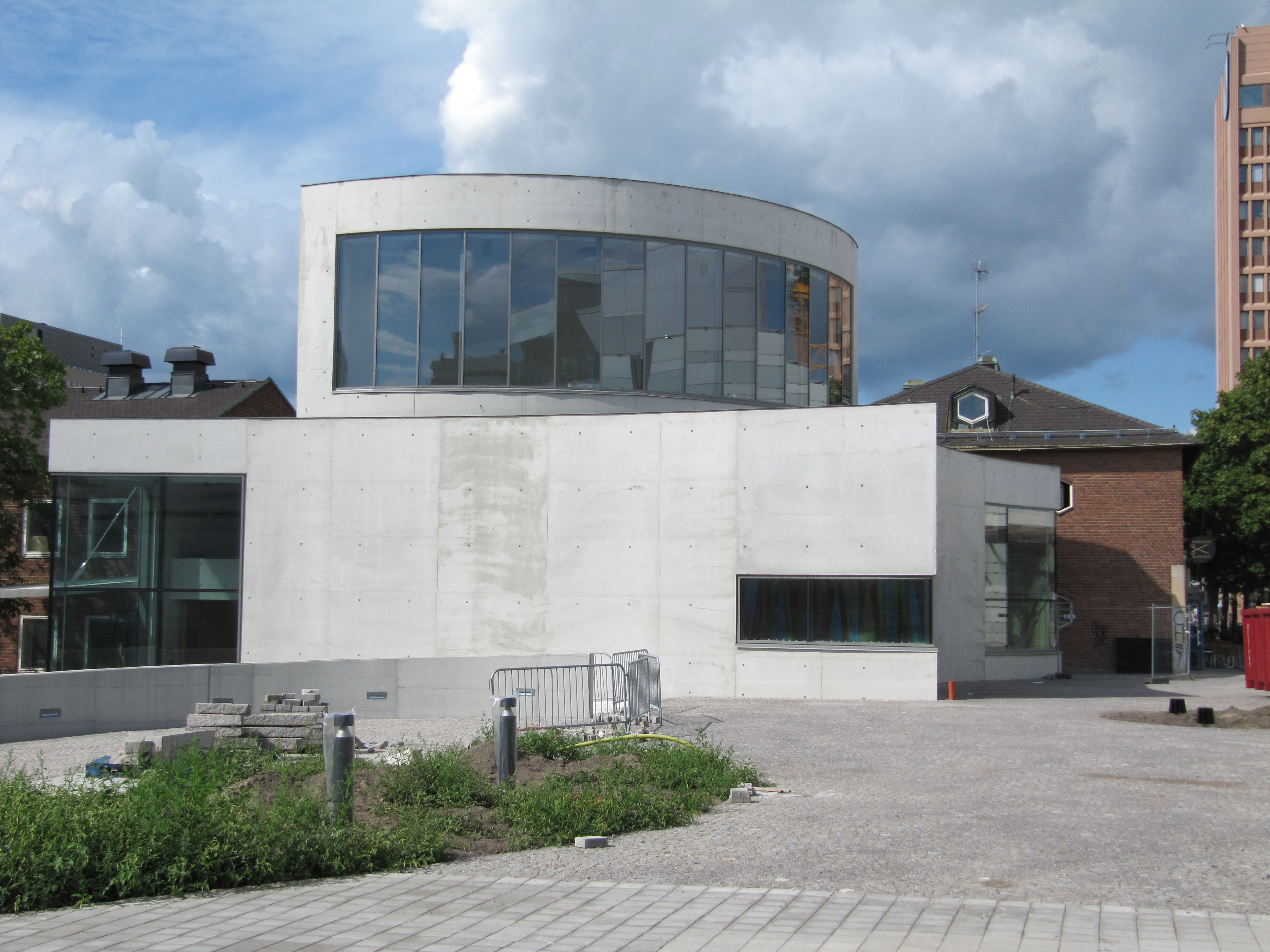
Turebergskyrkan

Karin Helena Tallius Myhrman, född 7 mars 1953, är en svensk arkitekt.
Helena Tallius Myhrman utbildade sig till arkitekt på Kungliga Tekniska högskolan i Stockholm och i restaureringskonst på Konstakademien.
Hon driver sedan 1982 Tallius Myhrman Arkitekter tillsammans med maken Magnus Myhrman. Hon var stadsarkitekt i Sandviken 2012-2016 och Gävle 2016-2021.
År 2011 fick hon utmärkelsen Årets betongarkitekt för formgivningen av Turebergskyrkan i Sollentuna.
Hon blev ledamot 1997, och 2022 vald till preses för perioden 2022–2025, i Konstakademien.

## Verk i urval
- Sävja kyrka, Uppsala (tillsammans med Magnus Myhrman), 1984
- Hemlingby kyrka i Hemlingby i Gävle, 1989
- Sankt Larsgården, vid Sollentuna kyrka, 1993
- Sankta Birgittakyrkan, Knivsta, 1992 (tillsammans med Magnus Myhrman)
- Hagsätra kapell i Hagsätra i Stockholm, 1992
- Tomaskyrkan, Eskilstuna, 1993 (tillsammans med Magnus Myhrman)
- Turebergskyrkan, Sollentuna, 2010

## Bildgalleri

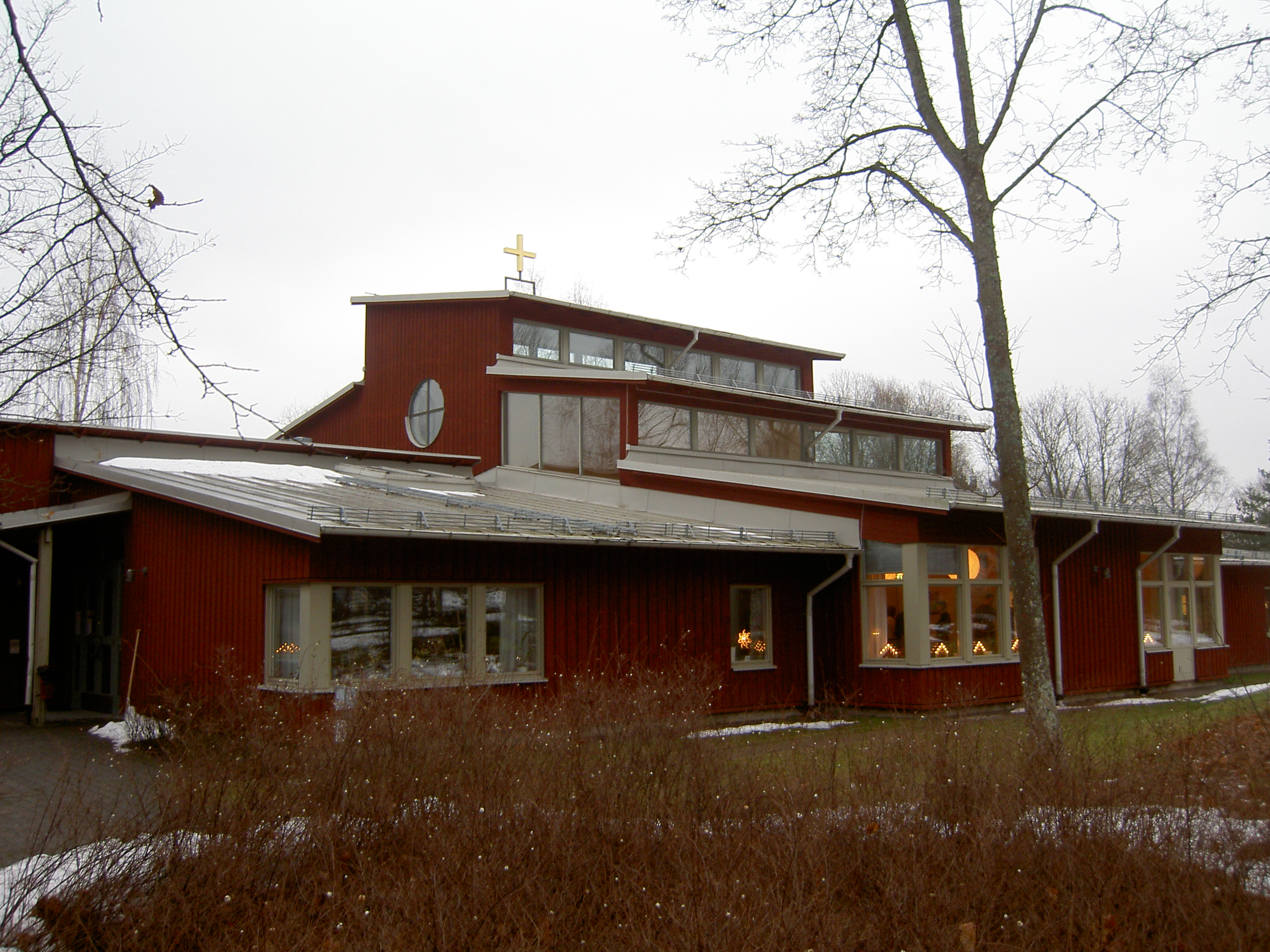
Sävja kyrka, Uppsala
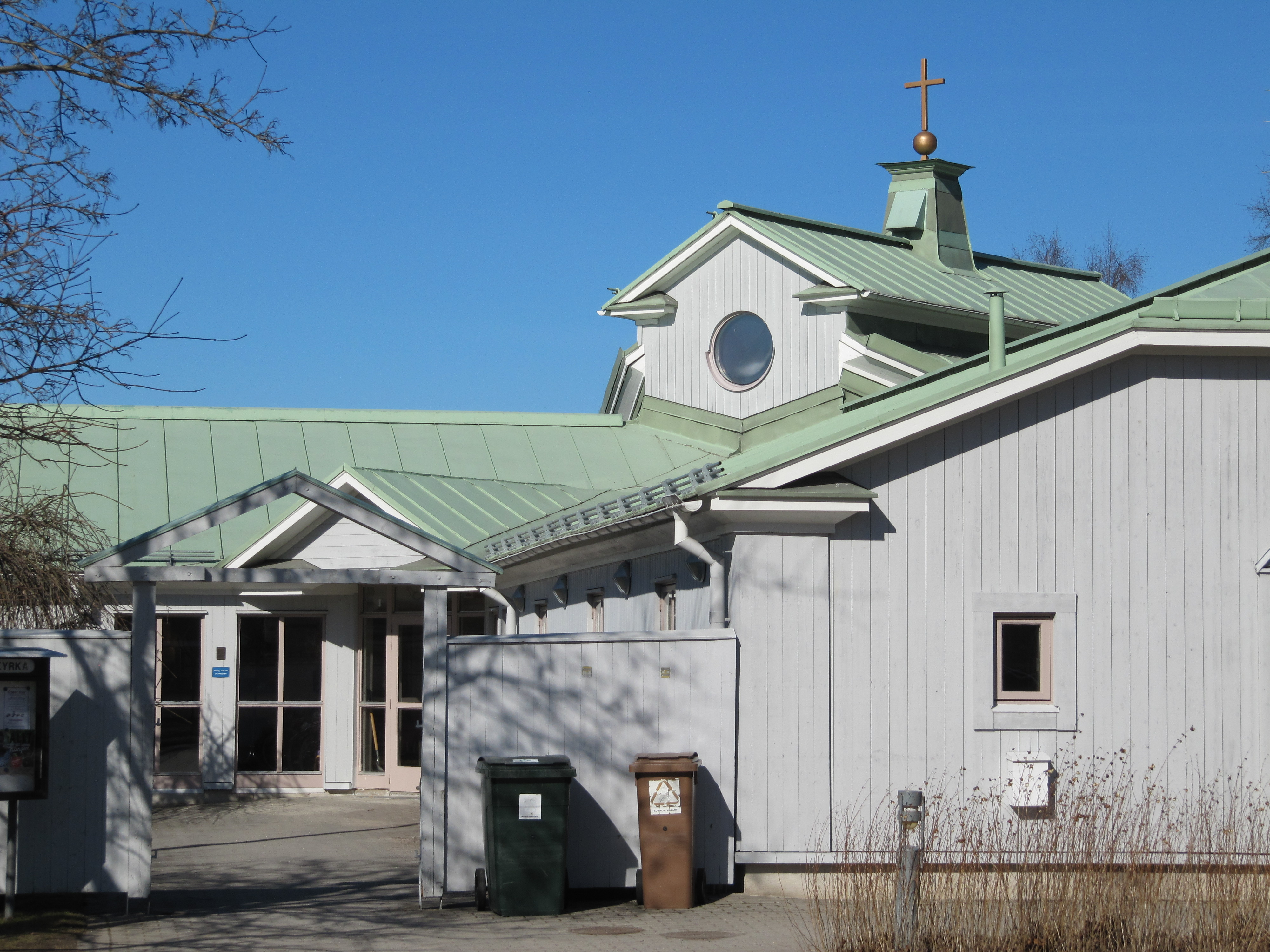
Hemlingby kyrka, Gävle
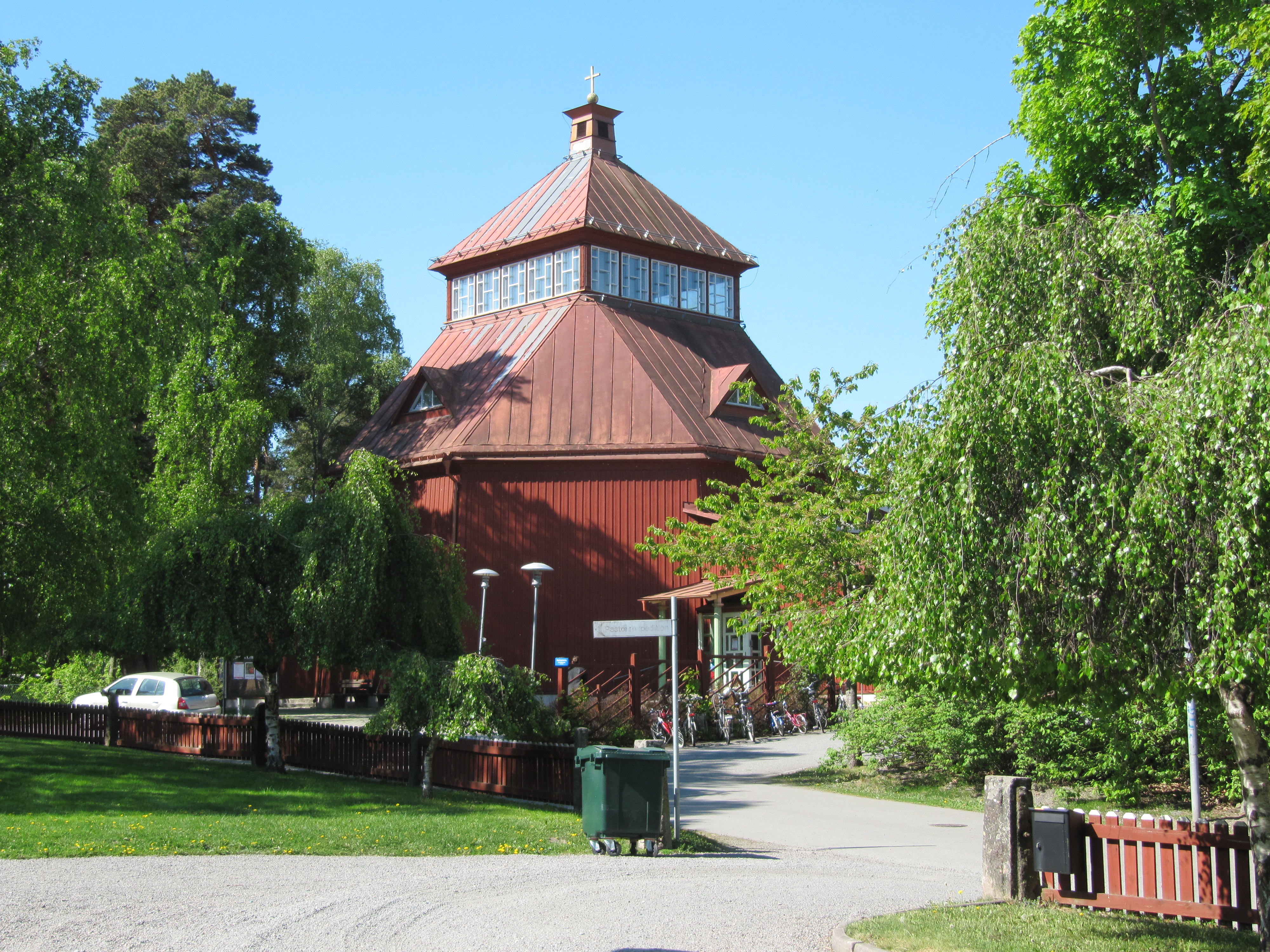
Sankta Birgittakyrkan, Knivsta
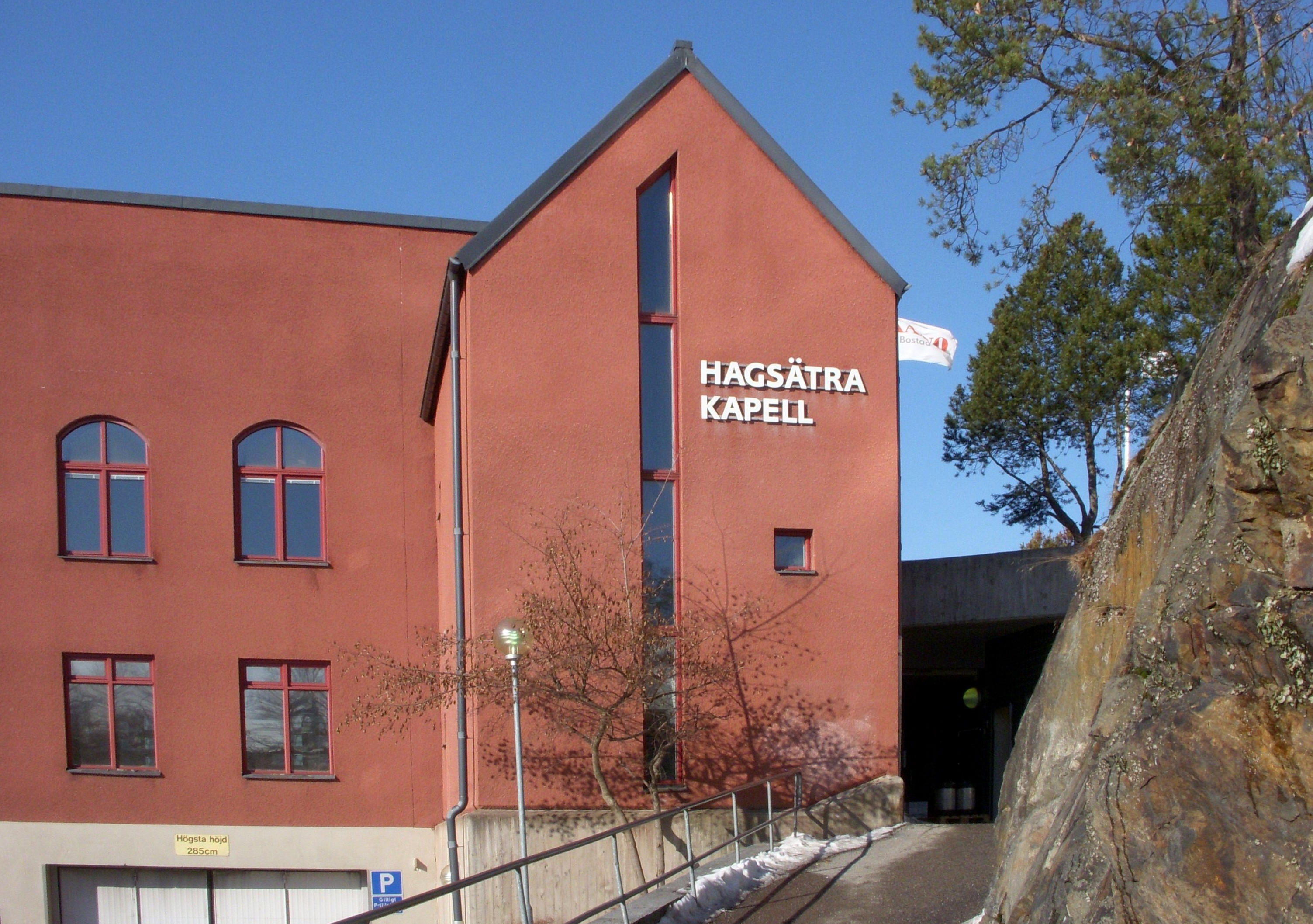
Hagsätra kapell, Stockholm
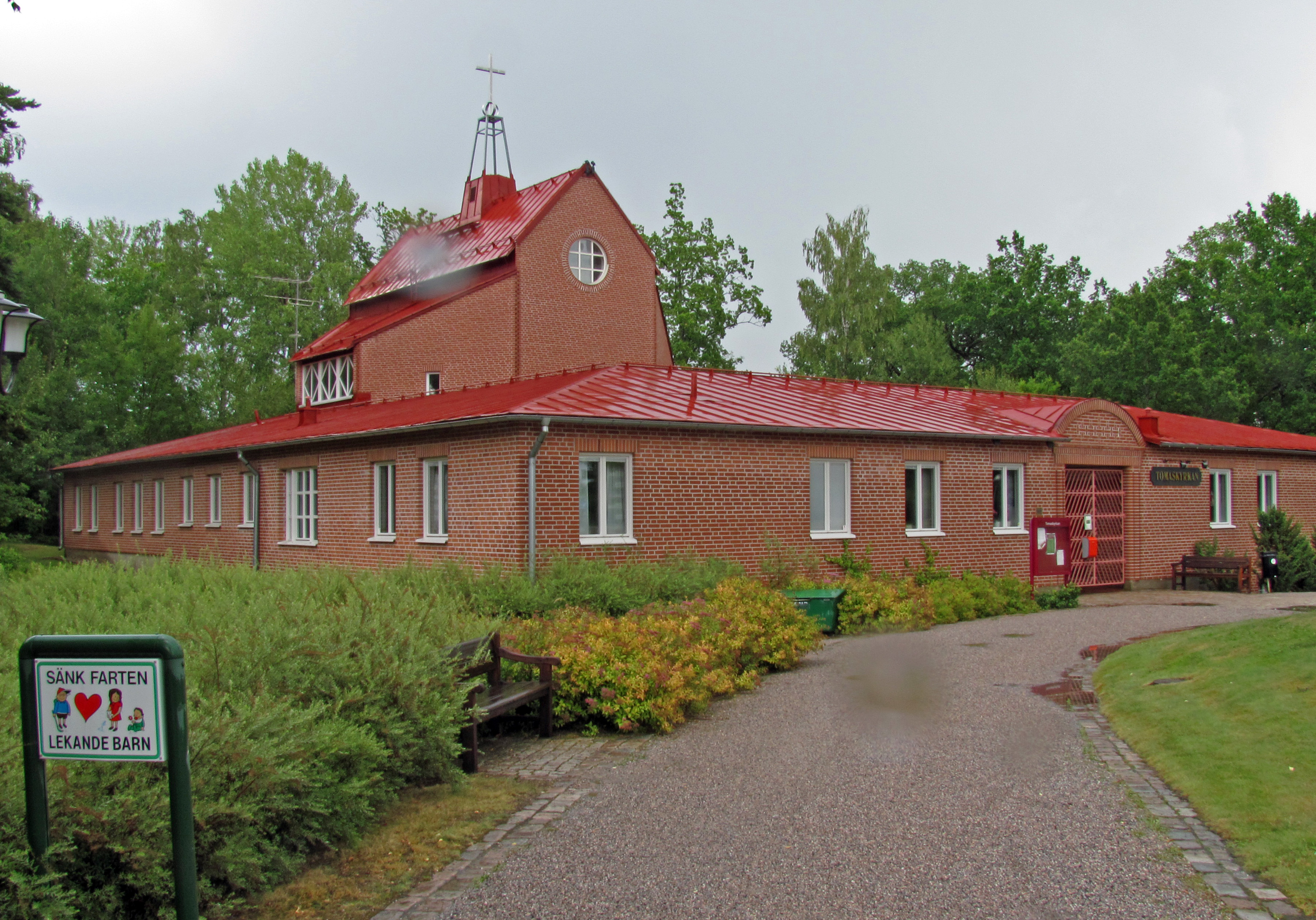
Tomaskyrkan, Eskilstuna